# Hydrolysat
Ein Hydrolysat ist das Produkt einer Hydrolyse.  Protein-Hydrolysate werden oft im Sport und in der Sportmedizin eingesetzt. Die darin enthaltenen „freien“ Aminosäuren werden vom Körper leichter aufgenommen als die Proteine selbst, so wird die Nährstoffversorgung des Muskelgewebes beschleunigt. In der  Biotechnologie werden Protein-Hydrolysate auch als Nährmedium für Zellkulturen in der Fermentation benutzt.

## Protein-Hydrolysate aus Weizen
Protein-Hydrolysate aus Weizen werden meist enzymatisch gespalten („vorverdaut“) und haben ebenfalls im Vergleich zum Weizenprotein selbst den Vorzug schnellerer Resorption. Die höheren Kosten des  Protein-Hydrolysats werden dabei akzeptiert, weil einer Muskelhypertrophie vorgebeugt wird.  Die bei manchen Menschen zu beobachtenden Verdauungsprobleme mit  Weizen-Protein können teilweise minimiert werden, wenn stattdessen Protein-Hydrolysat aus Weizen konsumiert wird.